# Adoncholaimus indicus
Adoncholaimus indicus är en rundmaskart som först beskrevs av Otto Friedrich Bernhard von Linstow 1907.  Adoncholaimus indicus ingår i släktet Adoncholaimus och familjen Oncholaimidae. Inga underarter finns listade i Catalogue of Life.